# Renatto Motta
Renatto Motta (Lima, Perú, 21 de enero de 1997 - Ayacucho, 17 de mayo de 2016) fue un novillero peruano que falleció el 17 de mayo de 2016 tras sufrir una cornada en el muslo en la plaza de toros de Malco, Ayacucho. La muerte se produjo como consecuencia de una hemorragia causada por la rotura de la vena safena magna, mientras era trasladado a la ciudad de Nazca para recibir asistencia médica.

## Biografía
Sus padres fueron Alfonso Motta Castilla e Inés Del Solar. Fue inculcado en el mundo de la tauromaquia desde los 4 años de edad por influencia de la familia paterna. Tal es así que, se inició en el mundo taurino muy joven en la escuela de Acho, donde tuvo por profesores a los matadores Alejandro Boggiano (Gironcito), Luis Miguel Rubio y Víctor Hugo Garavito. Su primera actuación con público tuvo lugar en el año 2008. Debutó como novillero el 24 de mayo de 2015 en Villa María del Triunfo (Lima).
El 17 de mayo de 2016, mientras toreaba un novillo sufrió una cornada que resultó mortal. En el festejo completaban el cartel Emilio Serna, de España, Gustavo Zúñiga, de Colombia, y el peruano César Bazán, apodado El Yeta. La corrida celebrada en honor a San Isidro Labrador con reses de la ganadería de Colorado y Hermanos Navarrete, tuvo lugar en el distrito de Pullo, Ayacucho (Perú). El novillo, de pelo jabonero y 300 kilos de peso, procedía del departamento de Arequipa en Perú. La cornada se produjo tras quedar el novillero desarmado e intentar refugiarse en un burladero. El asta penetró en el triángulo de Scarpa, seccionando la vena safena magna y produciendo la muerte por hemorragia. El traje de luces que fue usado en su última corrida se encuentra en el museo de la Plaza de Toros de Acho.